# Carex uechtritziana
Carex uechtritziana är en halvgräsart som beskrevs av Karl Carl Richter. Carex uechtritziana ingår i släktet starrar, och familjen halvgräs. Inga underarter finns listade i Catalogue of Life.